# Chikila gaiduwani
Espèce
Chikila gaiduwani est une espèce de gymnophiones de la famille des Chikilidae.

## Répartition
Cette espèce est endémique d'Inde. Elle se rencontre au Meghalaya et en Assam.

## Publication originale
- Kamei, Gower, Wilkinson & Biju, 2013 : Systematics of the caecilian family Chikilidae (Amphibia: Gymnophiona) with the description of three new species of Chikila from northeast India. Zootaxa, no 3666, p. 401-435.